# فهرست پژوهشگاه‌های دریایی ایران
فهرست پژوهشگاه‌های دریایی ایران از این قرار است:
- دانشکده مهندسی دریا دانشگاه صنعتی امیرکبیر (تهران)
- پژوهشکده دریایی دانشگاه جامع امام حسین (ع)
- پژوهشکده علوم و تکنولوژی زیردریا (اصفهان)
- مؤسسه تحقیقات شیلات ایران
- مرکز تحقیقات حفاظت خاک و آبخیزداری
- مرکز تحقیقات مهندسی فارس
- مرکز توسعه فنآوری صنایع دریایی دانشگاه صنعتی شریف
- مرکز تحقیقات و آموزش وزارت راه و ترابری
- سازمان تحقیقات و جهاد خودکفایی ندسا (ساتخ ندسا)
- مرکز مطالعات و پژوهشهای خلیج فارس - دانشگاه خلیج فارس
- مرکز تحقیقات سازمان بنادر و کشتیرانی
- پژوهشکده زیرسطحی اصفهان
- پژوهشکده هوا-دریا (شیراز)
- مرکز تحقیقات آب وابسته به وزارت نیرو
- پژوهشگاه ملی اقیانوس‌شناسی و علوم جوی
- معاونت تحقیقات و جهاد خود کفایی نیروی دریایی ارتش